# 亚信
亚信集团公司（AsiaInfo）是中国软件与服务提供商，成立于1993年，由丁健与田溯宁创办，也是中国第一家在美国纳斯达克成功上市的高科技企业（NASDAQ交易代码：ASIA）。公司总部位于北京，在香港、成都、广州、上海、杭州、南京等地设有分支机构和研发中心。公司员工已达到14000人，年收入30亿人民币。
亚信公司前任总裁丁健因和凤凰卫视主持人许戈辉的婚姻问题而一度在中国内地备受关注。